# Danh sách nhà vô địch bóng đá Pháp
Nhà vô địch bóng đá Pháp là những đội bóng giành chức vô địch tại hạng đấu cao nhất của bóng đá Pháp, Ligue 1. Kể từ khi Hội đồng Quốc gia của Liên đoàn bóng đá Pháp bỏ phiếu ủng hộ tính chuyên nghiệp của bóng đá Pháp vào năm 1930, giải vô địch bóng đá chuyên nghiệp của Pháp đã được diễn ra với tên gọi Ligue 1, trước đây được gọi là Division 1 từ năm 1933–2002.

## Danh sách nhà vô địch

### Kỷ nguyên Nghiệp dư (1893–1929)

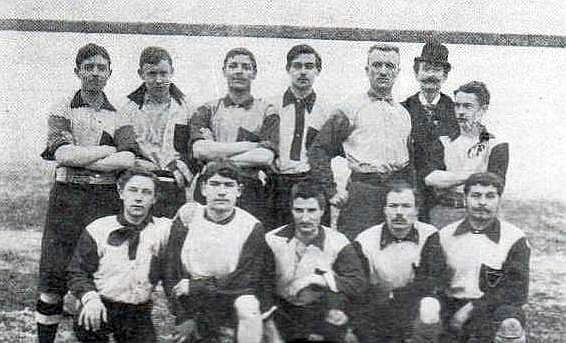
Đội vô địch mùa giải 1895–96 Club Français, ảnh chụp năm 1898

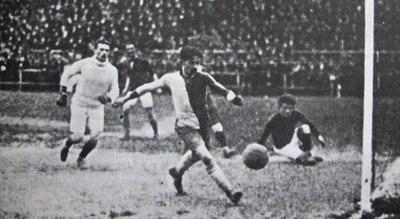
Đội vô địch mùa giải 1918–19 Le Havre, ảnh chụp khi thi đấu với CA Paris năm 1920

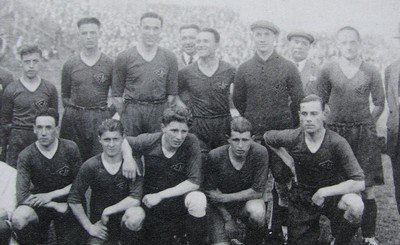
Đội vô địch mùa giải 1926–27 CA Paris, ảnh chụp vào cuối mùa giải sau đó

| Mùa giải  | Vô địch                      | Á quân                       | Hạng ba                      |
| --------- | ---------------------------- | ---------------------------- | ---------------------------- |
| 1893–94   | Standard Athletic Club (1)   | The White Rovers             | —                            |
| 1894–95   | Standard Athletic Club (2)   | The White Rovers             | —                            |
| 1895–96   | Club Français (1)            | The White Rovers             | —                            |
| 1896–97   | Standard Athletic Club (3)   | The White Rovers             | —                            |
| 1897–98   | Standard Athletic Club (4)   | Club Français                | —                            |
| 1898–99   | Le Havre (1)                 | Club Français                | —                            |
| 1899–1900 | Le Havre (2)                 | Club Français                | —                            |
| 1900–01   | Standard Athletic Club (5)   | Le Havre                     | —                            |
| 1901–02   | Roubaix (1)                  | RC Paris                     | —                            |
| 1902–03   | Roubaix (2)                  | RC Paris                     | —                            |
| 1903–04   | Roubaix (3)                  | Suisse Paris                 | —                            |
| 1904–05   | Gallia Club Paris (1)        | Roubaix                      | —                            |
| 1905–06   | Roubaix (4)                  | CA Paris                     | —                            |
| 1906–07   | RC Paris (1)                 | Roubaix                      | —                            |
| 1907–08   | Roubaix (5)                  | RC Paris                     | —                            |
| 1908–09   | Helvétique Marseille (1)     | CA Paris                     | —                            |
| 1909–10   | US Tourcoing (1)             | Helvétique Marseille         | —                            |
| 1910–11   | Helvétique Marseille (2)     | RC Paris                     | —                            |
| 1911–12   | Saint-Raphaël (1)            | AS Française                 | —                            |
| 1912–13   | Helvétique Marseille (3)     | Rouen                        | —                            |
| 1913–14   | Olympique Lillois (1)        | Sète                         | —                            |
| 1914–18   | Hủy bỏ do Thế chiến thứ nhất | Hủy bỏ do Thế chiến thứ nhất | Hủy bỏ do Thế chiến thứ nhất |
| 1918–19   | Le Havre (3)                 | Marseille                    | —                            |
| 1919–26   | Không diễn ra                | Không diễn ra                | Không diễn ra                |
| 1926–27   | CA Paris (1)                 | Amiens AC                    | Marseille                    |
| 1927–28   | Stade Français (1)           | US Tourcoing                 | —                            |
| 1928–29   | Marseille (1)                | Club Français                | —                            |
| 1929–32   | Không diễn ra                | Không diễn ra                | Không diễn ra                |

### Kỷ nguyên Chuyên nghiệp (1932–nay)

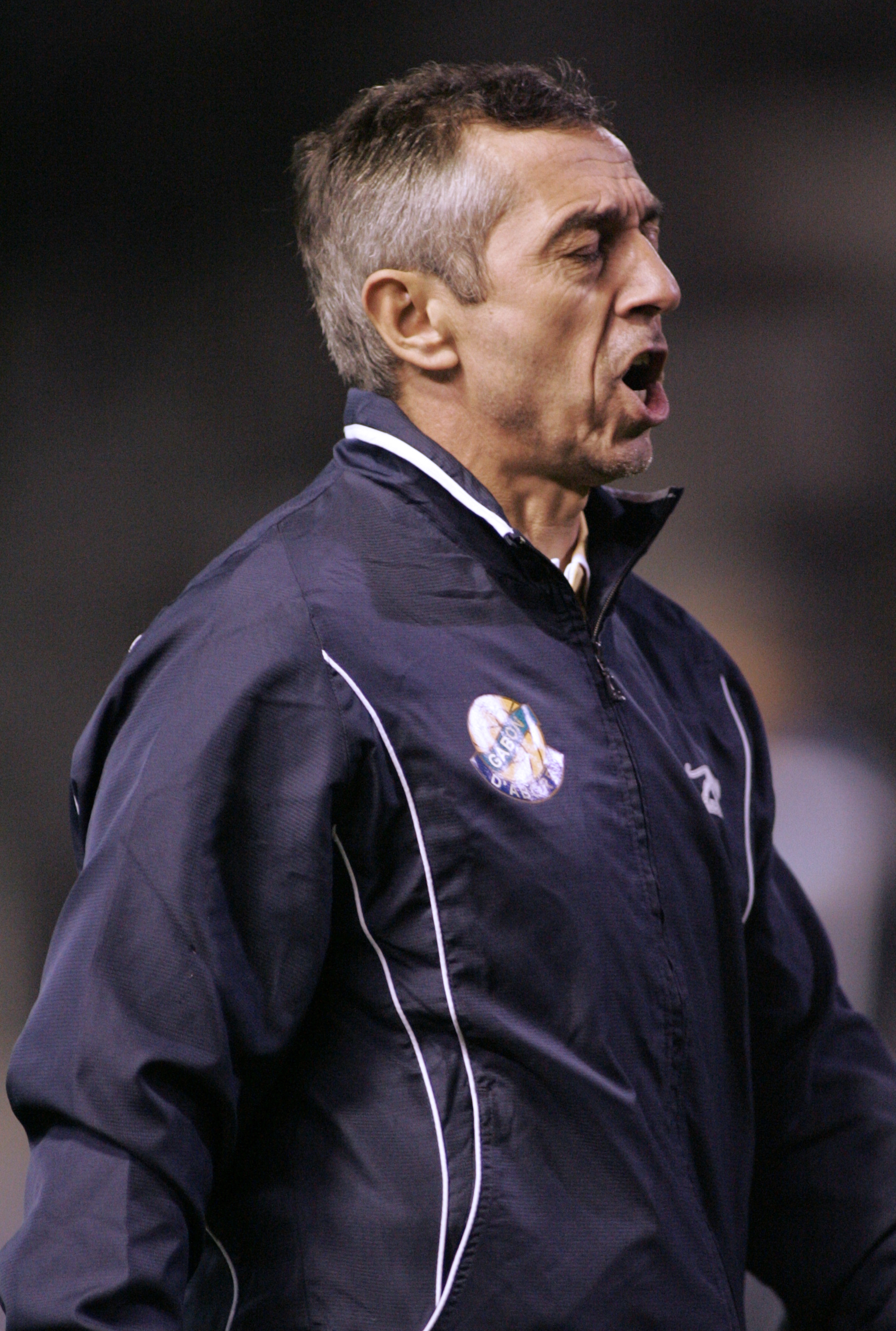
Alain Giresse thi đấu cho Bordeaux, đội bóng giành hai danh hiệu liên tiếp vào mùa giải 1983–84 và 1984–85.

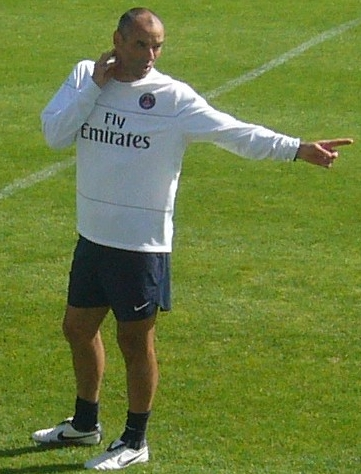
Paul Le Guen dẫn dắt Lyon giành 3 danh hiệu vô địch.

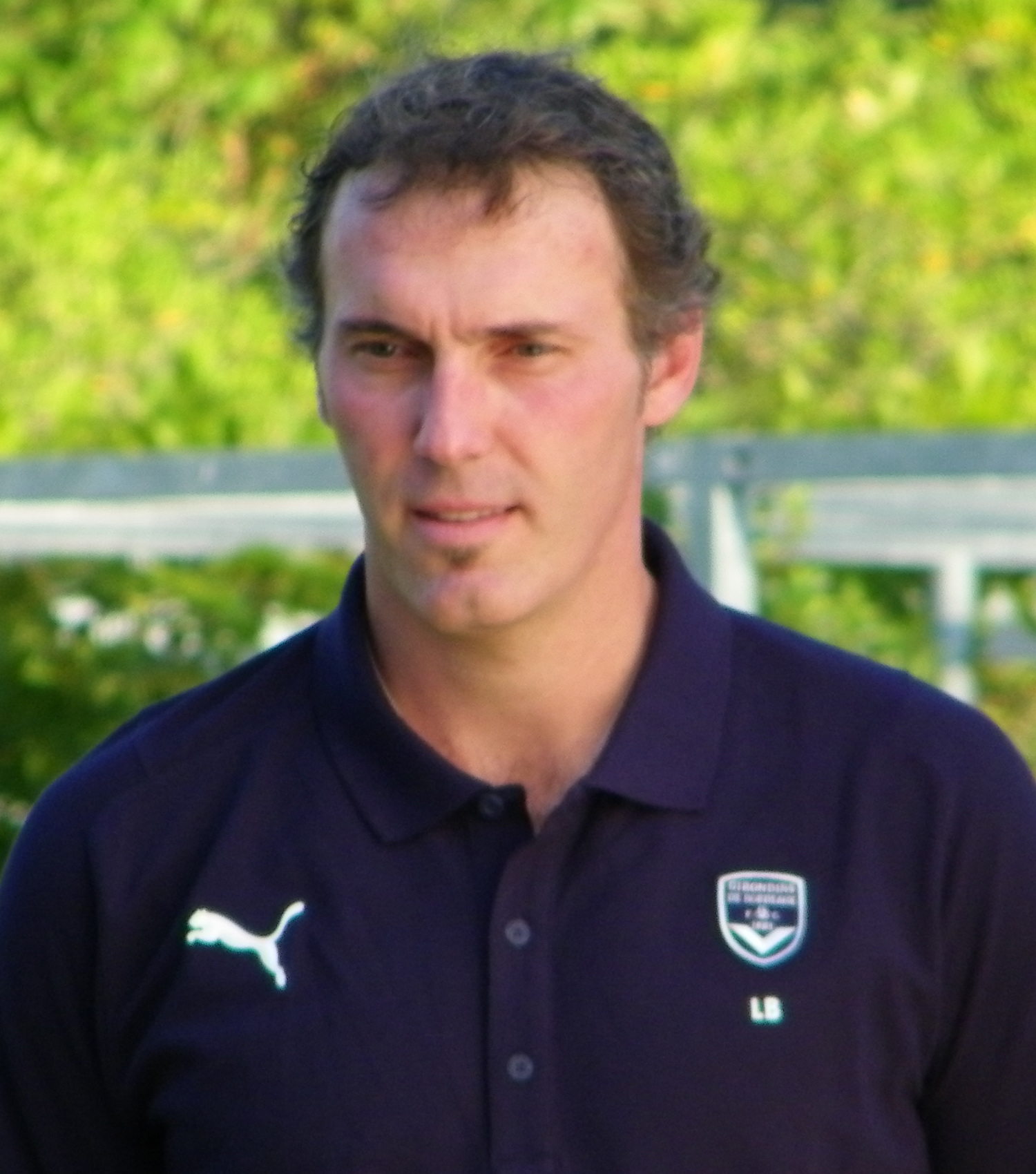
Laurent Blanc dẫn dắt Bordeaux giành danh hiệu đầu tiên trong thiên niên kỷ mới vào mùa giải 2008–09.

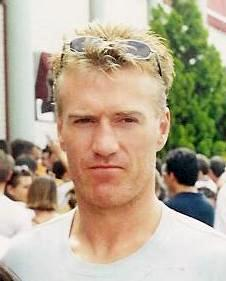
Didier Deschamps cùng với Marseille giành hai trong số mười danh hiệu và cũng dẫn dắt câu lạc bộ giành được 1 danh hiệu vô địch.

| Mùa giải  | Vô địch                        | Á quân                         | Hạng ba                        |
| --------- | ------------------------------ | ------------------------------ | ------------------------------ |
| 1932–33   | Olympique Lillois (2)          | Cannes                         | FC Antibes                     |
| 1933–34   | Sète (1)                       | Fives                          | Marseille                      |
| 1934–35   | Sochaux (1)                    | Strasbourg                     | RC Paris                       |
| 1935–36   | RC Paris (2)                   | Lille                          | Strasbourg                     |
| 1936–37   | Marseille (2)                  | Sochaux                        | RC Paris                       |
| 1937–38   | Sochaux (2)                    | Marseille                      | Sète                           |
| 1938–39   | Sète (2)                       | Marseille                      | RC Paris                       |
| 1939–45   | Bị hủy bỏ do Thế chiến thứ hai | Bị hủy bỏ do Thế chiến thứ hai | Bị hủy bỏ do Thế chiến thứ hai |
| 1945–46   | Lille (1)                      | Saint-Étienne                  | RC Roubaix                     |
| 1946–47   | Roubaix–Tourcoing (1)          | Reims                          | Strasbourg                     |
| 1947–48   | Marseille (3)                  | Lille                          | Reims                          |
| 1948–49   | Reims (1)                      | Lille                          | Marseille                      |
| 1949–50   | Bordeaux (1)                   | Lille                          | Reims                          |
| 1950–51   | Nice (1)                       | Lille                          | Le Havre                       |
| 1951–52   | Nice (2)                       | Bordeaux                       | Lille                          |
| 1952–53   | Reims (2)                      | Sochaux                        | Bordeaux                       |
| 1953–54   | Lille (2)                      | Reims                          | Bordeaux                       |
| 1954–55   | Reims (3)                      | Toulouse (1937)                | Lens                           |
| 1955–56   | Nice (3)                       | Lens                           | Monaco                         |
| 1956–57   | Saint-Étienne (1)              | Lens                           | Reims                          |
| 1957–58   | Reims (4)                      | Nîmes                          | Monaco                         |
| 1958–59   | Nice (4)                       | Nîmes                          | RC Paris                       |
| 1959–60   | Reims (5)                      | Nîmes                          | RC Paris                       |
| 1960–61   | Monaco (1)                     | RC Paris                       | Reims                          |
| 1961–62   | Reims (6)                      | RC Paris                       | Nîmes                          |
| 1962–63   | Monaco (2)                     | Reims                          | Sedan                          |
| 1963–64   | Saint-Étienne (2)              | Monaco                         | Lens                           |
| 1964–65   | Nantes (1)                     | Bordeaux                       | Valenciennes                   |
| 1965–66   | Nantes (2)                     | Bordeaux                       | Valenciennes                   |
| 1966–67   | Saint-Étienne (3)              | Nantes                         | Angers                         |
| 1967–68   | Saint-Étienne (4)              | Nice                           | Sochaux                        |
| 1968–69   | Saint-Étienne (5)              | Bordeaux                       | Metz                           |
| 1969–70   | Saint-Étienne (6)              | Marseille                      | Sedan                          |
| 1970–71   | Marseille (4)                  | Saint-Étienne                  | Nantes                         |
| 1971–72   | Marseille (5)                  | Nîmes                          | Sochaux                        |
| 1972–73   | Nantes (3)                     | Nice                           | Marseille                      |
| 1973–74   | Saint-Étienne (7)              | Nantes                         | Lyon                           |
| 1974–75   | Saint-Étienne (8)              | Marseille                      | Lyon                           |
| 1975–76   | Saint-Étienne (9)              | Nice                           | Sochaux                        |
| 1976–77   | Nantes (4)                     | Lens                           | Bastia                         |
| 1977–78   | Monaco (3)                     | Nantes                         | Strasbourg                     |
| 1978–79   | Strasbourg (1)                 | Nantes                         | Saint-Étienne                  |
| 1979–80   | Nantes (5)                     | Sochaux                        | Saint-Étienne                  |
| 1980–81   | Saint-Étienne (10)             | Nantes                         | Bordeaux                       |
| 1981–82   | Monaco (4)                     | Saint-Étienne                  | Sochaux                        |
| 1982–83   | Nantes (6)                     | Bordeaux                       | Paris Saint-Germain            |
| 1983–84   | Bordeaux (2)                   | Monaco                         | Auxerre                        |
| 1984–85   | Bordeaux (3)                   | Nantes                         | Monaco                         |
| 1985–86   | Paris Saint-Germain (1)        | Nantes                         | Bordeaux                       |
| 1986–87   | Bordeaux (4)                   | Marseille                      | Toulouse                       |
| 1987–88   | Monaco (5)                     | Bordeaux                       | Montpellier                    |
| 1988–89   | Marseille (6)                  | Paris Saint-Germain            | Monaco                         |
| 1989–90   | Marseille (7)                  | Bordeaux                       | Monaco                         |
| 1990–91   | Marseille (8)                  | Monaco                         | Auxerre                        |
| 1991–92   | Marseille (9)                  | Monaco                         | Paris Saint-Germain            |
| 1992–93   | —                              | Paris Saint-Germain            | Monaco                         |
| 1993–94   | Paris Saint-Germain (2)        | Marseille                      | Auxerre                        |
| 1994–95   | Nantes (7)                     | Lyon                           | Paris Saint-Germain            |
| 1995–96   | Auxerre (1)                    | Paris Saint-Germain            | Monaco                         |
| 1996–97   | Monaco (6)                     | Paris Saint-Germain            | Nantes                         |
| 1997–98   | Lens (1)                       | Metz                           | Monaco                         |
| 1998–99   | Bordeaux (5)                   | Marseille                      | Lyon                           |
| 1999–2000 | Monaco (7)                     | Paris Saint-Germain            | Lyon                           |
| 2000–01   | Nantes (8)                     | Lyon                           | Lille                          |
| 2001–02   | Lyon (1)                       | Lens                           | Auxerre                        |
| 2002–03   | Lyon (2)                       | Monaco                         | Marseille                      |
| 2003–04   | Lyon (3)                       | Paris Saint-Germain            | Monaco                         |
| 2004–05   | Lyon (4)                       | Lille                          | Monaco                         |
| 2005–06   | Lyon (5)                       | Bordeaux                       | Lille                          |
| 2006–07   | Lyon (6)                       | Marseille                      | Toulouse                       |
| 2007–08   | Lyon (7)                       | Bordeaux                       | Marseille                      |
| 2008–09   | Bordeaux (6)                   | Marseille                      | Lyon                           |
| 2009–10   | Marseille (10)                 | Lyon                           | Auxerre                        |
| 2010–11   | Lille (3)                      | Marseille                      | Lyon                           |
| 2011–12   | Montpellier (1)                | Paris Saint-Germain            | Lille                          |
| 2012–13   | Paris Saint-Germain (3)        | Marseille                      | Lyon                           |
| 2013–14   | Paris Saint-Germain (4)        | Monaco                         | Lille                          |
| 2014–15   | Paris Saint-Germain (5)        | Lyon                           | Monaco                         |
| 2015–16   | Paris Saint-Germain (6)        | Lyon                           | Monaco                         |
| 2016–17   | Monaco (8)                     | Paris Saint-Germain            | Nice                           |
| 2017–18   | Paris Saint-Germain (7)        | Monaco                         | Lyon                           |
| 2018–19   | Paris Saint-Germain (8)        | Lille                          | Lyon                           |
| 2019–20   | Paris Saint-Germain (9)        | Marseille                      | Rennes                         |
| 2020–21   | Lille (4)                      | Paris Saint-Germain            | Monaco                         |
| 2021–22   | Paris Saint-Germain (10)       | Marseille                      | Monaco                         |
| 2022–23   | Paris Saint-Germain (11)       | Lens                           | Marseille                      |
| 2023–24   | Paris Saint-Germain (12)       | Monaco                         | Brest                          |
| 2024–25   | Paris Saint-Germain (13)       | Marseille                      | Monaco                         |

## Thành tích

### Thành tích theo câu lạc bộ ở Kỷ nguyên Nghiệp dư và Kỷ nguyên Chuyên nghiệp
| Hạng | Câu lạc bộ             | Số lần vô địch | Số lần á quân | Mùa giải vô địch | Mùa giải á quân |
| ---- | ---------------------- | -------------- | ------------- | --- | --- |
| 1    | Paris Saint-Germain    | 13             | 9             | 1985–86, 1993–94, 2012–13, 2013–14, 2014–15, 2015–16, 2017–18, 2018–19, 2019–20, 2021–22, 2022–23, 2023–24, 2024–25 | 1988–89, 1992–93, 1995–96, 1996–97, 1999–2000, 2003–04, 2011–12, 2016–17, 2020–21                                                     |
| 2    | Marseille              | 10             | 15            | 1928–29, 1936–37, 1947–48, 1970–71, 1971–72, 1988–89, 1989–90, 1990–91, 1991–92, 2009–10                            | 1918–19, 1937–38, 1938–39, 1969–70, 1974–75, 1986–87, 1993–94, 1998–99, 2006–07, 2008–09, 2010–11, 2012–13, 2019–20, 2021–22, 2024–25 |
| 2    | Saint-Étienne          | 10             | 3             | 1956–57, 1963–64, 1966–67, 1967–68, 1968–69, 1969–70, 1973–74, 1974–75, 1975–76, 1980–81                            | 1945–46, 1970–71, 1981–82 |
| 3    | Monaco                 | 8              | 8             | 1960–61, 1962–63, 1977–78, 1981–82, 1987–88, 1996–97, 1999–2000, 2016–17                                            | 1963–64, 1983–84, 1990–91, 1991–92, 2002–03, 2013–14, 2017–18, 2023–24                                                                |
| 3    | Nantes                 | 8              | 7             | 1964–65, 1965–66, 1972–73, 1976–77, 1979–80, 1982–83, 1994–95, 2000–01                                              | 1966–67, 1973–74, 1977–78, 1978–79, 1980–81, 1984–85, 1985–86                                                                         |
| 4    | Lyon                   | 7              | 5             | 2001–02, 2002–03, 2003–04, 2004–05, 2005–06, 2006–07, 2007–08                                                       | 1994–95, 2000–01, 2009–10, 2014–15, 2015–16                                                                                           |
| 5    | Bordeaux               | 6              | 9             | 1949–50, 1983–84, 1984–85, 1986–87, 1998–99, 2008–09                                                                | 1951–52, 1964–65, 1965–66, 1968–69, 1982–83, 1987–88, 1989–90, 2005–06, 2007–08                                                       |
| 5    | Lille                  | 6              | 7             | 1913–14, 1932–33, 1945–46, 1953–54, 2010–11, 2020–21                                                                | 1935–36, 1947–48, 1948–49, 1949–50, 1950–51, 2004–05, 2018–19                                                                         |
| 5    | Reims                  | 6              | 3             | 1948–49, 1952–53, 1954–55, 1957–58, 1959–60, 1961–62                                                                | 1946–47, 1953–54, 1962–63 |
| 5    | Roubaix                | 6              | 2             | 1901–02, 1902–03, 1903–04, 1905–06, 1907–08, 1946–47                                                                | 1904–05, 1906–07 |
| 6    | Standard Athletic Club | 5              | –             | 1893–94, 1894–95, 1896–97, 1897–98, 1900–01                                                                         | |
| 7    | Nice                   | 4              | 3             | 1950–51, 1951–52, 1955–56, 1958–59                                                                                  | 1967–68, 1972–73, 1975–76 |
| 8    | Helvétique Marseille   | 3              | 1             | 1908–09, 1910–11, 1912–13                                                                                           | 1909–10 |
| 8    | Le Havre               | 3              | 1             | 1898–99, 1899–1900, 1918–19                                                                                         | 1900–01 |
| 9    | RC Paris               | 2              | 6             | 1906–07, 1935–36 | 1901–02, 1902–03, 1907–08, 1910–11, 1960–61, 1961–62                                                                                  |
| 9    | Sochaux                | 2              | 3             | 1934–35, 1937–38 | 1936–37, 1952–53, 1979–80 |
| 9    | Sète                   | 2              | 1             | 1933–34, 1938–39 | 1913–14 |
| 10   | Lens                   | 1              | 5             | 1997–98 | 1955–56, 1956–57, 1976–77, 2001–02, 2022–23                                                                                           |
| 10   | Club Français          | 1              | 4             | 1895–96 | 1897–98, 1898–99, 1899–1900, 1928–29                                                                                                  |
| 10   | CA Paris               | 1              | 2             | 1926–27 | 1905–06, 1908–09 |
| 10   | US Tourcoing           | 1              | 1             | 1909–10 | 1927–28 |
| 10   | Rouen                  | 1              | 1             | 1944-45 | 1912–13 |
| 10   | Strasbourg             | 1              | 1             | 1978–79 | 1934–35 |
| 10   | Gallia Club Paris      | 1              | –             | 1904–05 | |
| 10   | Saint-Raphaël          | 1              | –             | 1911–12 | |
| 10   | Stade Français         | 1              | –             | 1927–28 | |
| 10   | Auxerre                | 1              | –             | 1995–96 | |
| 10   | Montpellier            | 1              | –             | 2011–12 | |
| –    | The White Rovers       | –              | 4             | | 1893–94, 1894–95, 1895–96, 1896–97 |
| –    | Nîmes                  | –              | 4             | | 1957–58, 1958–59, 1959–60, 1971–72 |
| –    | Suisse Paris           | –              | 1             | | 1903–04 |
| –    | AS Française           | –              | 1             | | 1911–12 |
| –    | Amiens                 | –              | 1             | | 1926–27 |
| –    | Cannes                 | –              | 1             | | 1932–33 |
| –    | Fives                  | –              | 1             | | 1933–34 |
| –    | Toulouse FC (1937)     | –              | 1             | | 1954–55 |
| –    | Metz                   | –              | 1             | | 1997–98 |

Ghi chú:
- In đậm cho biết câu lạc bộ hiện đang chơi ở Ligue 1 2025–26.
- Lille OSC là đội bóng thừa kế hợp pháp của Olympique Lillois.
- Toulouse FC không phải là đội bóng kế thừa của Toulouse FC (1937).

### Thành tích theo câu lạc bộ ở Kỷ nguyên Chuyên nghiệp

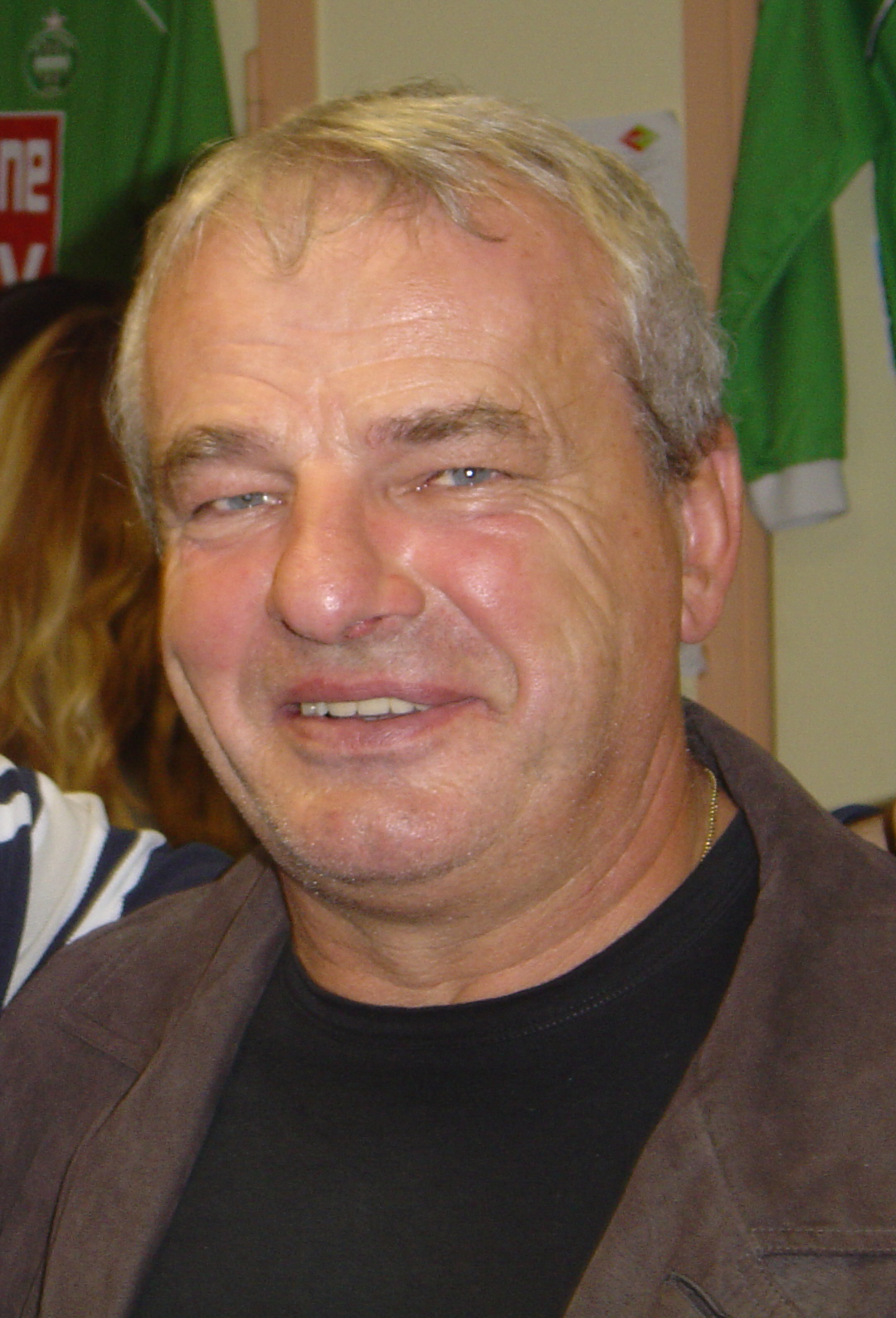
Georges Bereta giành sáu danh hiệu vô địch khi thi đấu cho Saint-Étienne.

| Câu lạc bộ          | Vô địch | Á quân | Mùa giải vô địch |
| ------------------- | ------- | ------ | --- |
| Paris Saint-Germain | 13      | 9      | 1985–86, 1993–94, 2012–13, 2013–14, 2014–15, 2015–16, 2017–18, 2018–19, 2019–20, 2021–22, 2022–23, 2023–24, 2024–25 |
| Saint-Étienne       | 10      | 3      | 1956–57, 1963–64, 1966–67, 1967–68, 1968–69, 1969–70, 1973–74, 1974–75, 1975–76, 1980–81                            |
| Marseille           | 9       | 13     | 1936–37, 1947–48, 1970–71, 1971–72, 1988–89, 1989–90, 1990–91, 1991–92, 2009–10                                     |
| Monaco              | 8       | 7      | 1960–61, 1962–63, 1977–78, 1981–82, 1987–88, 1996–97, 1999–2000, 2016–17                                            |
| Nantes              | 8       | 7      | 1964–65, 1965–66, 1972–73, 1976–77, 1979–80, 1982–83, 1994–95, 2000–01                                              |
| Lyon                | 7       | 5      | 2001–02, 2002–03, 2003–04, 2004–05, 2005–06, 2006–07, 2007–08                                                       |
| Bordeaux            | 6       | 9      | 1949–50, 1983–84, 1984–85, 1986–87, 1998–99, 2008–09                                                                |
| Reims               | 6       | 3      | 1948–49, 1952–53, 1954–55, 1957–58, 1959–60, 1961–62                                                                |
| Lille               | 5       | 7      | 1932-33, 1945–46, 1953–54, 2010–11, 2020–21                                                                         |
| Nice                | 4       | 3      | 1950–51, 1951–52, 1955–56, 1958–59                                                                                  |
| Sochaux             | 2       | 3      | 1934–35, 1937–38 |
| Sète                | 2       | –      | 1933–34, 1938–39 |
| Lens                | 1       | 5      | 1997–98 |
| RC Paris            | 1       | 2      | 1935–36 |
| Strasbourg          | 1       | 1      | 1978–79 |
| Roubaix-Tourcoing   | 1       | –      | 1946–47 |
| Auxerre             | 1       | –      | 1995–96 |
| Montpellier         | 1       | –      | 2011–12 |
| Nîmes               | –       | 4      | – |
| Cannes              | –       | 1      | – |
| Fives               | –       | 1      | – |
| Toulouse (1937)     | –       | 1      | – |
| Metz                | –       | 1      | – |

Số danh hiệu theo câu lạc bộ (%)
Ghi chú:
- Câu lạc bộ in đậm đang thi đấu tại Ligue 1 2025–26.
- Marseille đã bị LFP tước danh hiệu sau khi bị kết tội hối lộ tại Giải bóng đá hạng nhất Pháp 1992–93. Không có đội vô địch nào ở mùa giải đó.

### Thành tích theo câu lạc bộ ở Kỷ nguyên Nghiệp dư
| Câu lạc bộ             | Vô địch | Á quân | Mùa giải vô địch                            |
| ---------------------- | ------- | ------ | ------------------------------------------- |
| Roubaix                | 5       | 2      | 1901–02, 1902–03, 1903–04, 1905–06, 1907–08 |
| Standard Athletic Club | 5       | –      | 1893–94, 1894–95, 1896–97, 1897–98, 1900–01 |
| Helvétique Marseille   | 3       | 1      | 1908–09, 1910–11, 1912–13                   |
| Le Havre               | 3       | 1      | 1898–99, 1899–1900, 1918–19                 |
| Club Français          | 1       | 4      | 1895–96                                     |
| RC Paris               | 1       | 4      | 1906–07                                     |
| CA Paris               | 1       | 2      | 1926–27                                     |
| US Tourcoing           | 1       | 1      | 1909–10                                     |
| Marseille              | 1       | 1      | 1928–29                                     |
| Gallia Club Paris      | 1       | –      | 1904–05                                     |
| Saint-Raphaël          | 1       | –      | 1911–12                                     |
| Olympique Lillois      | 1       | –      | 1913–14                                     |
| Stade Français         | 1       | –      | 1927–28                                     |
| The White Rovers       | –       | 4      | –                                           |
| Suisse Paris           | –       | 1      | –                                           |
| AS Française           | –       | 1      | –                                           |
| Rouen                  | –       | 1      | –                                           |
| Sète                   | –       | 1      | –                                           |
| Amiens                 | –       | 1      | –                                           |

Ghi chú:
- RC Paris, Marseille và Olympique Lillois là những đội duy nhất giành chức vô địch trong cả Kỷ nguyên Nghiệp dư và Kỷ nguyên Chuyên nghiệp.